# Dinamo Bucarest (handball)
Ne pas confondre avec le Steaua Bucarest et le Rapid Bucarest, deux autres clubs de handball de la ville.
Pour le club omnisports, voir Dinamo Bucarest.
Maillots
Dernière mise à jour : 22 décembre 2024.
Le  Dinamo Bucarest  est un club masculin de handball situé à Bucarest en Roumanie. Il est une section du club omnisports du Dinamo Bucarest.

## Historique
Le Clubul Sportiv Dinamo, fondé en 1948, accueille dès 1950 une section masculin de handball qui remporte le premier championnat national à 7 en 1959 et s’adjuge la même année son premier championnat à 11 en plein air alors qu’elle évoluait en 2e division l’année précédente. Sous la conduite de l’entraîneur Oprea Vlase (de), chargé également des destinées de l’équipe nationale championne du monde en 1961, il domine les années 1960 avec 7 titres de champions et une Coupe des clubs champions (C1) en 1965, deux ans après avoir perdu en finale.
Il subit ensuite la concurrence du Steaua qui devient le meilleur club du pays, mais atteint encore les demi-finale de la C1 en 1979 puis la finale de la Coupe des vainqueurs de coupe (C2) en 1983.
Depuis 2016, il est à nouveau le meilleur club roumain.

## Palmarès
| Compétitions européennes | Compétitions nationales |
| - Coupe des clubs champions (C1) - Champion (1) : 1965 - Finaliste (1) : 1963 - Demi-finaliste (4) : 1959, 1960, 1967, 1979 - Coupe des vainqueurs de coupe (C2) - Finaliste (1) : 1983 - Demi-finaliste (1) : 1989 - Coupe de l'EHF (C3) - Demi-finaliste (1) : 2004 | - Championnat de Roumanie - Champion (21) : 1959, 1960, 1961, 1962, 1964, 1965, 1966, 1978, 1986, 1995, 1997, 2005, 2016, 2017, 2018, 2019, 2021, 2022, 2023, 2024, 2025 - Vice-champion (22) : 1963, 1967, 1968, 1969, 1970, 1971, 1972, 1974, 1975, 1976, 1977, 1982, 1983, 1984, 1988, 1989, 1990, 1991, 2002, 2003, 2004, 2006 - Coupe de Roumanie - Vainqueur (9) : 1979, 1982, 1988, 2017, 2020, 2021, 2022, 2024, 2025 - Finaliste (7) : 1981, 1984, 1986, 1990, 1997, 2004, 2006 - Supercoupe de Roumanie - Vainqueur (7) : 2016, 2018, 2019, 2020, 2022, 2023, 2024 |

## Effectif actuel
L'effectif pour la saison 2024-2025 est :
- Gardiens de buts
  - 01  Vladimir Cupara
  - 16  Alin Cozmaciuc
  - 18  Ionuț Iancu
- Ailiers gauches
  - 24  Andrei Nicușor Negru
  - 28  Alex Pascual Garcia
- Ailiers droits
  - 10  Darko Đukić
  - 22  Tudor Buguleț
  - 55  Andrii Akimenko
- Pivots
  - 05  Călin Dedu
  - 14  Frederik Ladefoged
  - 45  Miklós Rosta
- Arrières gauches
  - 19  Ramon Șomlea
  - 26  Haniel Langaro
  - 27  André Gomes
  - 47  Ante Kuduz
  - 94  Robert Militaru
- Demi-centres
  - 25  Haukur Þrastarson
  - 44  Daniel Stanciuc
  - 66  Yoav Lumbroso
  - 90  Ali Zein
- Arrières droits
  - 02  Branko Vujović
  - 37  Stanislav Kašpárek
- Staff
  - Entraîneur :  David Davis
  - Directeur sportif  David Barrufet
  - Entraîneur-adjoint :  Jordi Giralt Alberich
  - Entraîneur-adjoint :  Sebastian Bota
  - Entraîneur des gardiens de but :  Răzvan Pop

## Personnalités liées au club
Parmi les joueurs ayant évolué au club, on trouve :
- Amine Bannour : de 2018 à 2022
- Alexandru Buligan : de 1988 à 1990
- Mircea Costache II : de 1959 à 1971
- Gheorghe Covaciu : de 1976 à 1978
- Marian Cozma : de 1996 (formé au club) à 2006
- Vladimir Cupara : depuis 2023
- Hugo Descat : de 2017 à 2019
- Gheorghe Dogărescu : de 1979 à ?
- / Ibrahima Diaw : de 2014 à 2016
- Rareș Fortuneanu : de 2000 à 2002 et de 2003 à 2004
- Valentin Ghionea (en) : de 2005 à 2007 et de 2020 à 2023
- Petre Ivănescu : de 1956 à 1967
- Rareș Jurcă : de 2003 à 2006
- Ghiță Licu : de 1963 à 1980
- Mohamed Mamdouh : de 2019 à 02/2024
- Makram Missaoui : de 2018 à 2022
- Ion Mocanu : de 1982 à 1991 et de 2002 à 2004
- Hans Moser (en) : dans les années 1960
- Vasile Oprea : de 1975 à 1987
- Cornel Penu : de 1968 à 1980
- Rudi Prisăcaru : de 1988 à 1993
- Pierre-Yves Ragot : de 2014 à 2017
- Tudor Roșca : de 1983 à 02/1990
- Valentin Samungi : de 1966 à 1977
- Cédric Sorhaindo : de 2021 à 02/2024
- Eliodor Voica : de 1989 à 1995 et de 2002 à 2005
- Cristian Zaharia : de 1984 à 1990
- Ali Zein : depuis 2022

Parmi les entraîneurs du club, on trouve :
- Oprea Vlase (de) : dans les années 1960/70
- Ghiță Licu : de 1980 à 1993
- Vasile Oprea : de 1993 à 1996
- Constantin Ștefan (ro) : de 2004 à ?
- Eliodor Voica : de 2007 à 2011
- Sebastian Bota : de 2013 à 2014, adjoint depuis 2015
- Ion Mocanu : de 2014 à 2015
- Eliodor Voica : de 2015 à 2018
- Constantin Ștefan : de 2017 à 2021
- Xavi Pascual : de 2021 à 2024
- David Davis : depuis 2024